# Senecio
- Commons
- Wikispecies

Senécio (Senecio) é um género botânico pertencente à família das Asteráceas que compreende a tasneira, tasna, ou erva-de-são-tiago. É um dos maiores géneros de plantas com flores, abarcando cerca de 1250 espécies de várias formas, incluindo plantas anuais, perenes, aquáticas, alpinistas, arbustos e pequenas árvores.

## Etimologia
De acordo com Dioscórides, o nome grego deste género de plantas era Erigeron (ἠριγέρων), que resulta da aglutinação dos étimos ἦρι, que significa «madrugada» e γέρων, que significa «velho». Este nome grego terá sido traduzido para latim sob o nome Sĕnĕcĭo, que significa simplesmente «homem velho; velhote».
Tal designação surge por alusão ao envelhecimento das folhas da erva-de-São-Tiago, que lembram o encanecimento dos cabelos nos homens de idade.

## Lista de géneros
O género Senecio possui 1587 espécies reconhecidas atualmente.

## A
- Senecio abadianus DC.
- Senecio abbreviatus S.Moore
- Senecio aberrans Greenm.
- Senecio abrotanifolius Gouan
- Senecio abruptus Thunb.
- Senecio acanthifolius Hombr. & Jacquinot ex Decne.
- Senecio acarinus Cabrera
- Senecio acaulis (L.f.) Sch.Bip.
- Senecio acetosaefolius Baker
- Senecio acetosifolius Baker
- Senecio achalensis Cabrera
- Senecio achilleifolius DC.
- Senecio acroleucus Merxm.
- Senecio actinella Greene
- Senecio actinotus Hand.-Mazz.
- Senecio acutangulus (Bertol.) Hemsl.
- Senecio acutifolius DC.
- Senecio acutipinnus Hand.-Mazz.
- Senecio adamantinus Bong.
- Senecio adenodontus DC.
- Senecio adenophyllus Meyen & Walp.
- Senecio adenotrichius DC.
- Senecio adglacialis Cuatrec.
- Senecio adnatus DC.
- Senecio adrianicus Cabrera
- Senecio adscendens Bojer ex DC.
- Senecio aegyptius L.
- Senecio aequinoctialis R.E.Fr.
- Senecio affinis DC.
- Senecio alatipes Greenm.
- Senecio albanensis DC.
- Senecio albaniae H.Beltrán
- Senecio albanopsis Hilliard
- Senecio alberti-smithii Cuatrec.
- Senecio albicaulis Hook. & Arn.
- Senecio albifolius DC.
- Senecio albo-lutescens Sch.Bip.
- Senecio albo-punctatus Bolus
- Senecio albogilvus I.Thomps.
- Senecio albonervius Greenm.
- Senecio albopurpureus Kitam.
- Senecio albus J.N.Nakaj. & A.M.Teles
- Senecio alcicornis Hook. & Arn.
- Senecio algens Wedd.
- Senecio alienus B.L.Rob. & Seaton
- Senecio alleizettei (Humbert) Humbert
- Senecio alliariifolius O.Hoffm.
- Senecio alloeophyllus O.Hoffm.
- Senecio almasensis Mattf.
- Senecio almeidae Phil.
- Senecio almorzaderonis Cuatrec.
- Senecio alniphilus Cabrera
- Senecio aloides DC.
- Senecio altimontanus A.M.Teles & L.D.Meireles
- Senecio altoandinus Cabrera
- Senecio alvarezensis Greenm.
- Senecio ambatensis Cabrera
- Senecio ambraceus Turcz. ex DC.
- Senecio ambrosioides Mart. ex Baker
- Senecio ameghinoi Speg.
- Senecio amplectens A.Gray
- Senecio amplificatus C.Jeffrey
- Senecio amplifolius (DC.) Hemsl.
- Senecio ampullaceus Hook.
- Senecio amygdalifolius F.Muell.
- Senecio analogus DC.
- Senecio anapetes C.Jeffrey
- Senecio ancashinus Cabrera
- Senecio anconquijae Cabrera
- Senecio andersonii Hook.f.
- Senecio andinus H.Buek
- Senecio andrieuxii DC.
- Senecio anethifolius A.Cunn. ex DC.
- Senecio angulatus L.f.
- Senecio angulifolius DC.
- Senecio angustifolius (Thunb.) Willd.
- Senecio angustissimus Phil.
- Senecio anomalochrous Hilliard
- Senecio anonymus A.Wood.
- Senecio antandroi Scott-Elliot
- Senecio anthemidiphyllus J.Rémy
- Senecio anthemifolius Harv.
- Senecio antofagastanus Cabrera
- Senecio antucensis Phil.
- Senecio apensis Cabrera
- Senecio aphanactis Greene
- Senecio apolobambensis Cabrera
- Senecio appendiculatus L.f.
- Senecio aquifoliaceus DC.
- Senecio aquilaris Cabrera
- Senecio aquilonaris Schischk.
- Senecio arabidifolius O.Hoffm.
- Senecio arachnanthus Franch.
- Senecio arechavaletae Baker
- Senecio arenarius Thunb.
- Senecio argenteus Kuntze
- Senecio argillosus Baker
- Senecio argophylloides Griseb.
- Senecio argutus Kunth
- Senecio argyreus Phil.
- Senecio aridus Greenm.
- Senecio aristeguietae Cuatrec.
- Senecio aristianus J.Rémy
- Senecio arizonicus Greene
- Senecio arleguianus J.Rémy
- Senecio armentalis L.O.Williams
- Senecio arniciflorus DC.
- Senecio arnicoides Hook. & Arn.
- Senecio arnottii Hook.f.
- Senecio aronicoides DC.
- Senecio articulatus (L.f.) Sch.Bip.
- Senecio aschenbornianus S.Schauer
- Senecio asirensis Boulos & J.R.I.Wood
- Senecio aspelina DC.
- Senecio aspericaulis J.Rémy
- Senecio asperifolius Franch.
- Senecio asperulus DC.
- Senecio asplenifolius Griseb.
- Senecio astephanus Greene
- Senecio atacamensis Phil.
- Senecio atratus Greene
- Senecio atrofuscus Grierson
- Senecio attenuatus Sch.Bip. ex Rusby
- Senecio aurantiacus Less.
- Senecio aureus Georgi
- Senecio auritifolius Cabrera
- Senecio austin-smithii Standl.
- Senecio australandinus Cabrera
- Senecio australis Willd.
- Senecio austromontanus Hilliard
- Senecio ayapatensis Sch.Bip. ex Wedd.

## B
- Senecio baccharidifolius DC.
- Senecio bahioides Hook. & Arn.
- Senecio balensis S.Ortiz & Vivero
- Senecio balsamicus Phil.
- Senecio bampsianus Lisowski
- Senecio bangii Rusby
- Senecio banksii Hook.f.
- Senecio barba-johannis DC.
- Senecio barbarae Cabrera
- Senecio barbatus DC.
- Senecio barbertonicus Klatt
- Senecio barkhausioides Turcz.
- Senecio barkleyi B.L.Turner
- Senecio baronii Humbert
- Senecio barorum Humbert
- Senecio barrosianus Cabrera
- Senecio bartlettii Greenm.
- Senecio basalticus Hilliard
- Senecio bathurstianus (DC.) Sch.Bip.
- Senecio baurii Oliv.
- Senecio bayonnensis Boiss.
- Senecio beaufilsii Kuntze
- Senecio behnii Ricardi & Marticor.
- Senecio behrianus Sond. & F.Muell. ex Sond.
- Senecio bejucosus Cuatrec.
- Senecio belbeysius Delile
- Senecio belenensis Griseb.
- Senecio belgaumensis (Wight) C.B.Clarke
- Senecio bellis Harv.
- Senecio benaventianus J.Rémy
- Senecio bergii Hieron.
- Senecio bigelovii A.Gray
- Senecio biligulatus W.W.Sm.
- Senecio billieturneri T.M.Barkley
- Senecio bipinnatisectus Belcher
- Senecio bipinnatus (Thunb.) Less.
- Senecio bipontinii Wedd.
- Senecio biserratus Belcher
- Senecio blanchei Soldano
- Senecio blochmanae Greene
- Senecio boelckei Cabrera
- Senecio bolanderi A.Gray
- Senecio boliviensis Sch.Bip. ex Klatt
- Senecio bollei Sunding & G.Kunkel
- Senecio bomanii R.E.Fr.
- Senecio bombayensis N.P.Balakr.
- Senecio bombycopholis Bullock
- Senecio bonariensis Hook. & Arn.
- Senecio bonplandianus DC.
- Senecio botijae C.Ehrh.
- Senecio brachyantherus (Hiern) S.Moore
- Senecio brachycodon Baker
- Senecio brachylobus Phil.
- Senecio brachypodus DC.
- Senecio bracteatus Klatt
- Senecio bracteolatus Hook. & Arn.
- Senecio brasiliensis (Spreng.) Less.
- Senecio brassii Belcher
- Senecio bravensis Cabrera
- Senecio brenesii Greenm. & Standl.
- Senecio brevidentatus M.D.Hend.
- Senecio breviflorus (Kadereit) Greuter
- Senecio brevilorus Hilliard
- Senecio breviscapus DC.
- Senecio brevitubulus I.Thomps.
- Senecio bridgesii Hook. & Arn.
- Senecio brigalowensis I.Thomps.
- Senecio brittonianus Hieron.
- Senecio brunonianus Hook. & Arn.
- Senecio bryoniifolius Harv.
- Senecio bugalagrandis Cuatrec.
- Senecio buglossus Phil.
- Senecio buimalia Buch.-Ham. ex D.Don
- Senecio bulbinifolius DC.
- Senecio bulleyanus Diels
- Senecio bupleuroides DC.
- Senecio burchellii DC.
- Senecio burkartii Cabrera
- Senecio burtonii Hook.f.
- Senecio bustillosianus J.Rémy
- Senecio byrnensis Hilliard

## C
- Senecio cacaliaster Lam.
- Senecio cachinalensis Phil.
- Senecio cajonensis Cabrera
- Senecio cakilefolius DC.
- Senecio calcensis Cabrera & Zardini
- Senecio calchaquinus Cabrera
- Senecio calianus Cuatrec.
- Senecio californicus DC.
- Senecio calingastensis Tombesi
- Senecio callosus Sch.Bip.
- Senecio calocephalus C.C.Chang
- Senecio caloneotes Hilliard
- Senecio calyculatus Greenm.
- Senecio campylocarpus I.Thomps.
- Senecio canadensis L.
- Senecio canaliculatus DC.
- Senecio canalipes DC.
- Senecio cancellatus (Rud.) P. DC.
- Senecio canchahuinganquensis Cabrera
- Senecio candelariae Benth.
- Senecio candidans DC.
- Senecio candolleanus Wall. ex DC.
- Senecio candollii Wedd.
- Senecio cannabinifolius Hook. & Arn.
- Senecio cantensis Cabrera
- Senecio caparaoensis Cabrera
- Senecio cappa Buch.-Ham. ex D.Don
- Senecio carbonelli S.Díaz
- Senecio carbonensis "C.Ezcurra, M.Ferreyra & S.Clayton"
- Senecio cardaminifolius DC.
- Senecio carnerensis Greenm.
- Senecio carnosulus (Kirk) C.J.Webb
- Senecio carnosus Thunb.
- Senecio carpetanus Boiss. & Reut.
- Senecio carroensis DC.
- Senecio caryophyllus Mattf.
- Senecio castanaefolius DC.
- Senecio catamarcensis Cabrera
- Senecio catharinensis Dusén ex Cabrera
- Senecio cathcartensis O.Hoffm.
- Senecio caucasica DC.
- Senecio caudatus DC.
- Senecio cedrosensis Greene
- Senecio ceratophylloides Griseb.
- Senecio ceratophyllus Nees
- Senecio cerberoanus J.Rémy
- Senecio cervariifolius Sch.Bip.
- Senecio chalureaui Humbert
- Senecio chamomillifolius Phil.
- Senecio chanaralensis Phil.
- Senecio chapalensis S.Watson
- Senecio chiapensis Hemsl.
- Senecio chicharrensis Greenm.
- Senecio chihuahuensis S.Watson
- Senecio chilensis Cabrera
- Senecio chillanensis Cabrera
- Senecio chionogeton Wedd.
- Senecio chionophilus Phil.
- Senecio chipauquilensis Troiani & Steibel
- Senecio chiquianensis Cabrera
- Senecio chiribogae Cabrera
- Senecio chirripoensis H.Rob. & Brettell
- Senecio chitaganus Cuatrec.
- Senecio chodatianus Cuatrec.
- Senecio choroensis Cuatrec.
- Senecio chrysanthemoides DC.
- Senecio chrysanthemum Dusén
- Senecio chrysocoma Meerb.
- Senecio chrysocomoides Hook. & Arn.
- Senecio chrysolepis Phil.
- Senecio chungtienensis C.Jeffrey & Y.L.Chen
- Senecio cicatricosus Sch.Bip.
- Senecio cinerarioides Kunth
- Senecio cinerascens Aiton
- Senecio cinerifolius H.Lév.
- Senecio cirsiifolius (Hook. & Arn.) Sch.Bip.
- Senecio cisplatinus Cabrera
- Senecio citriceps Hilliard & B.L.Burtt
- Senecio citriformis G.D.Rowley
- Senecio clarioneifolius J.Rémy
- Senecio clarkianus A.Gray
- Senecio claryae B.L.Turner
- Senecio claussenii Decne.
- Senecio clivicola Wedd.
- Senecio clivicolus Wedd.
- Senecio coahuilensis Greenm.
- Senecio cobanensis J.M.Coult.
- Senecio coccineus Klatt
- Senecio cochabambensis Cabrera
- Senecio cochlearifolius DC.
- Senecio cocuyanus (Cuatrec.) Cuatrec.
- Senecio colaminus Cuatrec.
- Senecio coleophyllus Turcz.
- Senecio collinus DC.
- Senecio colpodes Bong.
- Senecio colu-huapiensis Speg.
- Senecio comberi Cabrera
- Senecio comosus Sch.Bip.
- Senecio condimentarius Cabrera
- Senecio condylus I.Thomps.
- Senecio conferruminatus I.Thomps.
- Senecio confertus Sch.Bip. ex A.Rich.
- Senecio confusus Burtt
- Senecio conrathii N.E.Br.
- Senecio consanguineus DC.
- Senecio conyzaefolius Baker
- Senecio conyzifolius Baker
- Senecio conzattii Greenm.
- Senecio copeyensis Greenm.
- Senecio coquimbensis Phil.
- Senecio corcovadensis Cabrera
- Senecio cordifolius L.f.
- Senecio coriaceisquamus C.C.Chang
- Senecio cornu-cervi MacOwan
- Senecio coronatus (Thunb.) Harv.
- Senecio coronopifolius Burm.f.
- Senecio coronopodiphyllus J.Rémy
- Senecio corymbifer DC.
- Senecio corymbosus Wall. ex DC.
- Senecio coscayanus Ricardi & Marticor.
- Senecio costaricensis R.M.King
- Senecio cotyledonis DC.
- Senecio covasii Cabrera
- Senecio covuncensis Cabrera
- Senecio coymolachensis Cabrera
- Senecio crassiflorus (Poir.) DC.
- Senecio crassiusculus DC.
- Senecio crassorhizus De Wild.
- Senecio crassulaefolius (DC.) Sch.Bip.
- Senecio crassulus A.Gray
- Senecio cremeiflorus Mattf.
- Senecio cremnicola Cabrera
- Senecio cremnophilus I.M.Johnst.
- Senecio crenatus Thunb.
- Senecio crenulatus DC.
- Senecio crepidifolius DC.
- Senecio crepidioides Phil.
- Senecio crispatipilosus C.Jeffrey
- Senecio crispus Thunb.
- Senecio cristimontanus Hilliard
- Senecio crithmoides Hook. & Arn.
- Senecio cryphiactis O.Hoffm.
- Senecio cryptocephalus Cabrera
- Senecio cryptolanatus Killick
- Senecio ctenophyllus Phil.
- Senecio cuchumatanensis L.O.Williams & Ant.Molina
- Senecio culciklattii Cuatrec.
- Senecio culcitenellus Cuatrec.
- Senecio cumingii Hook. & Arn.
- Senecio cuneatus Hook.f.
- Senecio cuneifolius Gardner
- Senecio cunninghamii DC.
- Senecio curvatus Baker
- Senecio cyaneus O.Hoffm.
- Senecio cylindrocephalus Cabrera
- Senecio cymosus (ex Gay) J.Rémy

## D
- Senecio dahuricus Sch.Bip.
- Senecio daltonii F.Muell.
- Senecio dalzellii C.B.Clarke
- Senecio daochengensis Y.L.Chen
- Senecio darwinii Hook. & Arn.
- Senecio davilae Phil.
- Senecio decaryi Humbert
- Senecio decurrens DC.
- Senecio deferens Griseb.
- Senecio deformis Klatt
- Senecio delicatulus Cabrera & Zardini
- Senecio deltoideus Less.
- Senecio densiflorus Wall.
- Senecio densiserratus C.C.Chang
- Senecio dentato-alatus Mildbr. ex C.Jeffrey
- Senecio depauperatus Mattf.
- Senecio deppeanus Hemsl.
- Senecio depressicola I.Thomps.
- Senecio depressus Hook. & Arn.
- Senecio descoingsii (Humbert) jacobs. ex G.D.Rowley
- Senecio desiderabilis Vell.
- Senecio desideratus DC.
- Senecio dewildeorum Tjitr.
- Senecio diaguita Cabrera
- Senecio diaschides D.G.Drury
- Senecio dichotomus Phil.
- Senecio dichrous (Bong.) Sch.Bip.
- Senecio diemii Cabrera
- Senecio diffusus L.f.
- Senecio digitalifolius DC.
- Senecio digitatus Phil.
- Senecio dilungensis Lisowski
- Senecio dimorphocarpos Colenso
- Senecio diodon DC.
- Senecio diphyllus De Wild. & Muschl.
- Senecio discodregeanus Hilliard & B.L.Burtt
- Senecio discokaraguensis C.Jeffrey
- Senecio disjectus Wedd.
- Senecio dissidens Fourc.
- Senecio dissimulans Hilliard
- Senecio distalilobatus I.Thomps.
- Senecio divaricoides Cabrera
- Senecio diversipinnus Ling
- Senecio dodrans C.Winkl.
- Senecio dolichocephalus I.Thomps.
- Senecio dolichodoryius Cuatrec.
- Senecio dombeyanus DC.
- Senecio domingensis Urb.
- Senecio donianus Hook. & Arn.
- Senecio doratophyllus Benth.
- Senecio doria K.Koch
- Senecio doronicum (L.) L.
- Senecio doryphoroides C.Jeffrey
- Senecio doryphorus Mattf.
- Senecio dregeanus DC.
- Senecio drukensis C.Marquand & Airy Shaw
- Senecio dryophyllus Meyen & Walp.
- Senecio dubitabilis C.Jeffrey & Y.L.Chen
- Senecio dumeticolus S.Moore
- Senecio dumetorum Gardner
- Senecio dumosus Fourc.
- Senecio dunedinensis Belcher
- Senecio durangensis Greenm.
- Senecio duriaei J.Gay

## E
- Senecio echaetus Y.L.Chen & K.Y.Pan
- Senecio edgeworthii Hook.f.
- Senecio eenii (S.Moore) Merxm.
- Senecio eightsii Hook. & Arn.
- Senecio elegans L.
- Senecio ellenbeckii O.Hoffm.
- Senecio elmeri Piper
- Senecio elquiensis Cabrera
- Senecio emiliopsis C.Jeffrey
- Senecio eminens Compton
- Senecio emirnensis DC.
- Senecio engleranus O.Hoffm.
- Senecio epiphyticus Kuntze
- Senecio erechtitioides Baker
- Senecio eremicola I.Thomps.
- Senecio eremophilus A.Gray
- Senecio eriobasis DC.
- Senecio eriocarphus Greenm.
- Senecio eriophyton J.Rémy
- Senecio eriopus Willk.
- Senecio erisithalifolius Sch.Bip. ex Baker
- Senecio erlangeri O.Hoffm.
- Senecio erosus L.f.
- Senecio ertterae T.M.Barkley
- Senecio erubescens Aiton
- Senecio erucifolius L.
- Senecio eruciformis J.Rémy
- Senecio erysimoides DC.
- Senecio erythropappus Bureau & Franch.
- Senecio esleri C.J.Webb
- Senecio espinosae Cabrera
- Senecio euclaensis I.Thomps.
- Senecio eudorus DC.
- Senecio euryopoides DC.
- Senecio evacoides Sch.Bip.
- Senecio evelynae Muschl.
- Senecio everettii Hemsl.
- Senecio exarachnoideus C.Jeffrey
- Senecio expansus Wedd.
- Senecio exsertus Sch.Bip.
- Senecio extensus I.Thomps.
- Senecio exuberans R.A.Dyer
- Senecio exul Hance

## F
- Senecio faberi Hemsl. ex Hemsl.
- Senecio fabrisii Cabrera
- Senecio famatinensis Cabrera
- Senecio farinaceus Sch.Bip. ex A.Rich.
- Senecio farinifer Hook. & Arn.
- Senecio fastigiatus Schwein. ex Elliott
- Senecio faugasioides Baker
- Senecio ferrugineus (Klatt) Cuatrec.
- Senecio ferruglii Cabrera
- Senecio filaginoides DC.
- Senecio filaris McVaugh
- Senecio filifer Franch.
- Senecio fistulosus Poepp. ex Less.
- Senecio flaccidifolius Wedd.
- Senecio flaccidus Less.
- Senecio flagellifolius Cabrera
- Senecio flammeus Turcz. ex DC.
- Senecio flanaganii Phillips
- Senecio flavus (Decne.) Sch.Bip.
- Senecio foeniculoides Harv.
- Senecio folidentatus Cuatrec.
- Senecio formosissimus Cuatrec.
- Senecio formosoides Cuatrec.
- Senecio fragrantissimus Tortosa & Bartoli
- Senecio franchetii C.Winkl.
- Senecio francisci Phil.
- Senecio fremontii Torr. & A.Gray
- Senecio fresenii Sch.Bip.
- Senecio friesii Cabrera
- Senecio fukienensis Ling ex C.Jeffrey & Y.L.Chen
- Senecio funckii Sch.Bip.
- Senecio furusei Kitam.

## G
- Senecio gallicus Vill.
- Senecio ganganensis Cabrera
- Senecio garaventai Cabrera
- Senecio garcibarrigae Cuatrec.
- Senecio gariepiensis Cron
- Senecio garlandii F.Muell. ex Belcher
- Senecio gawlerensis M.E.Lawr.
- Senecio gayanus DC.
- Senecio geifolius Sch.Bip.
- Senecio geniculatus Steud.
- Senecio gentryi (H.Rob. & Brettell) B.L.Turner & T.M.Barkley
- Senecio georgianus DC.
- Senecio gerberaefolius Sch.Bip. ex Hemsl.
- Senecio gerrardii Harv.
- Senecio gertii Zardini
- Senecio gibsonii Hook.f.
- Senecio giessii Merxm.
- Senecio gilbertii Turcz.
- Senecio gilliesianus Hieron.
- Senecio gilliesii Hook. & Arn.
- Senecio glaber Less.
- Senecio glaberrimus DC.
- Senecio glabratus Hook. & Arn.
- Senecio glabrescens (DC.) Sch.Bip.
- Senecio glabrifolius DC.
- Senecio glandulifer Dematt. & Cristóbal
- Senecio glanduloso-lanosus Thell.
- Senecio glanduloso-pilosus Volkens & Muschl.
- Senecio glastifolius L.f.
- Senecio glaucophyllus Cheeseman
- Senecio glaucus L.
- Senecio glinophyllus (H.Rob. & Brettell) McVaugh
- Senecio glomeratus Desf. ex Poir.
- Senecio glossanthus (Sond.) Belcher
- Senecio glutinarius DC.
- Senecio glutinosus Thunb.
- Senecio gmelinii Ledeb.
- Senecio gnidioides Phil.
- Senecio gnoma P.Royen
- Senecio goldsacki Phil.
- Senecio gossweileri Torre
- Senecio gossypinus Baker
- Senecio graciellae Cabrera
- Senecio graciliflorus (Wall.) DC.
- Senecio gramineticola C.Jeffrey
- Senecio gramineus Harv.
- Senecio grandiflorus Meyen
- Senecio grandifolius Less.
- Senecio grandis Gardner
- Senecio grandjotii Cabrera
- Senecio greenmanii (H.Rob. & Brettell) L.O.Williams
- Senecio greenwayi C.Jeffrey
- Senecio gregatus Hilliard
- Senecio gregorianus DC.
- Senecio gregorii F.Muell.
- Senecio griffithii Hook.f. & Thomson ex C.B.Clarke
- Senecio grindeliaefolius DC.
- Senecio grisebachii Baker
- Senecio grossidens Dusén ex Malme
- Senecio guadalajarensis B.L.Rob.
- Senecio guascensis Cuatrec.
- Senecio guerkei Hieron.
- Senecio guerrensis T.M.Barkley
- Senecio gunckelii Cabrera
- Senecio gunnii (Hook.f.) Belcher
- Senecio gymnocaulos Phil.
- Senecio gypsicola I.Thomps.

## H
- Senecio hadiensis Forssk.
- Senecio haenkeanus Cuatrec.
- Senecio haenkei DC.
- Senecio halimifolius L.
- Senecio hallianus G.D.Rowley
- Senecio halophilus I.Thomps.
- Senecio haloragis J.Rémy
- Senecio hamamelifolius Kunth
- Senecio hamersleyensis I.Thomps.
- Senecio hansweberi Cuatrec.
- Senecio harleyi D.J.N.Hind
- Senecio hartwegii Benth.
- Senecio hastatifolius Cabrera
- Senecio hastatus L.
- Senecio hastifolius Less.
- Senecio hatcherianus O.Hoffm.
- Senecio hatschbachii Cabrera
- Senecio hauwai Sykes
- Senecio haworthii (Sweet) Sch.Bip.
- Senecio haygarthii M.Taylor ex Hilliard
- Senecio hedbergii C.Jeffrey
- Senecio hederiformis Cron
- Senecio helgae Cabrera
- Senecio helianthemoides Wedd.
- Senecio helichrysoides F.Muell.
- Senecio heliopsis Hilliard & B.L.Burtt
- Senecio helminthioides (Sch.Bip.) Hilliard
- Senecio helodes Benth.
- Senecio hemmendorffii Malme
- Senecio hercynicus Herborg
- Senecio hermannii B.Nord.
- Senecio herreianus Dinter
- Senecio herrerae Cabrera
- Senecio hesperidum Jahand. & al.
- Senecio heteroschizus Baker
- Senecio heterotrichius DC.
- Senecio hewrensis Hook.f.
- Senecio hickenii Hauman
- Senecio hieracioides DC.
- Senecio hieracium J.Rémy
- Senecio hieronymi Griseb.
- Senecio hilairianus Cabrera
- Senecio hillebrandii Christ
- Senecio hintonii (H.Rob. & Brettell) J.Pruski & T.M.Barkley
- Senecio hintoniorum B.L.Turner
- Senecio hirsutilobus Hilliard
- Senecio hirsutulus Phil.
- Senecio hirtellus DC.
- Senecio hirtifolius DC.
- Senecio hirtus Cabrera
- Senecio hispidissimus I.Thomps.
- Senecio hispidulus A.Rich.
- Senecio hjertingii Cabrera
- Senecio hochstetteri Sch.Bip. ex A.Rich.
- Senecio hoehnei Cabrera
- Senecio hoggariensis Batt. & Trab.
- Senecio hohenackeri Sch.Bip.
- Senecio hoi Dunn
- Senecio hollandii Compton
- Senecio holubii Hutch. & Burtt Davy
- Senecio howeanus Belcher
- Senecio hualtaranensis "Petenatti, Ariza & Del Vitto"
- Senecio hualtata Bertero ex DC.
- Senecio huitrinicus Cabrera
- Senecio humbertii C.C.Chang
- Senecio humidanus C.Jeffrey
- Senecio humifusus (Hook.f.) Cabrera
- Senecio hydrophiloides Rydb.
- Senecio hydrophilus Nutt.
- Senecio hypargyraeus DC.
- Senecio hypochoerideus DC.
- Senecio hypoleucus F.Muell. ex Benth.
- Senecio hypsobates Wedd.

## I
- Senecio icaensis H.Beltrán & A.Galán
- Senecio icoglossoides Arechav.
- Senecio ilicifolius L.
- Senecio iljinii Schischk.
- Senecio illapelinus Phil.
- Senecio illinitus Phil.
- Senecio immixtus C.Jeffrey
- Senecio inaequidens DC.
- Senecio incisus Thunb.
- Senecio incomptus DC.
- Senecio incrassatus Lowe
- Senecio infernalis Cabrera
- Senecio infimus Cabrera
- Senecio infirmus C.Jeffrey
- Senecio ingeliensis Hilliard
- Senecio inornatus DC.
- Senecio integerrimus Nutt.
- Senecio integrifolius Hook.
- Senecio intermedius Wight
- Senecio interpositus I.Thomps.
- Senecio intricatus S.Moore
- Senecio invalidus C.Jeffrey
- Senecio involucratus (Kunth) DC.
- Senecio iranicus B.Nord.
- Senecio isabelis S.Díaz
- Senecio isatideus DC.
- Senecio isatidioides Phill. & C. A. Sm.
- Senecio isatidoides E.Phillips & C.A.Sm.
- Senecio iscoensis Hieron.
- Senecio isernii Phil.
- Senecio ishcaivilcanus Cuatrec.

## J
- Senecio jacalensis Greenm.
- Senecio jacksonii S.Moore
- Senecio jacobeaeformis J.Rémy
- Senecio jacobsenii Rowley
- Senecio jacuticus Schischk.
- Senecio jaffuelii Cabrera
- Senecio jaliscana S.Watson
- Senecio jarae Phil.
- Senecio jeffreyanus Lisowski
- Senecio jilesii Cabrera
- Senecio jinotegensis Klatt
- Senecio jobii Cabrera
- Senecio johnstonianus Cabrera
- Senecio johnstonii Oliv.
- Senecio jorquerae Phil.
- Senecio juergensii Mattf.
- Senecio jujuyensis Cabrera
- Senecio julianus Speg.
- Senecio junceus (DC.) Harv.
- Senecio jungei Phil.
- Senecio juniperinus L.f.
- Senecio junodii Hutch. & Burtt Davy
- Senecio jurgensenii Hemsl.

## K
- Senecio kacondensis S.Moore
- Senecio kalingenwae Hilliard & B.L.Burtt
- Senecio karaguensis O.Hoffm.
- Senecio karelinioides C.Winkl.
- Senecio karstenii Hieron.
- Senecio katangensis O.Hoffm.
- Senecio kawakamii Makino
- Senecio kayomborum Beentje
- Senecio keniensis Baker f.
- Senecio keniophytum R.E.Fr.
- Senecio kenteicus Grub.
- Senecio kerberi Greenm.
- Senecio kermadecensis Belcher
- Senecio keshua Cabrera
- Senecio killipii Cabrera
- Senecio kingbishopii Cuatrec.
- Senecio kingii Hook.f.
- Senecio klattii Greenm.
- Senecio kleiniiformis Suess.
- Senecio kolenatianus C.A.Mey.
- Senecio kongboensis Ludlow
- Senecio korshinskyi Krasch.
- Senecio kosterae Cabrera
- Senecio kotschyanus Boiss.
- Senecio krameri Franch. & Sav.
- Senecio krapovickasii Cabrera
- Senecio krascheninnikovii Schischk.
- Senecio kuanshanensis C.I Peng & S.W.Chung
- Senecio kuhbieri Cuatrec.
- Senecio kuhlmannii Cabrera
- Senecio kuluensis S.Moore
- Senecio kumaonensis Duthie ex C.Jeffrey & Y.L.Chen
- Senecio kundaicus C.E.C.Fisch.
- Senecio kundelungensis Lisowski
- Senecio kunturinus Cabrera

## L
- Senecio laceratus (F.Muell.) Belcher
- Senecio lacustrinus I.Thomps.
- Senecio ladakhensis "H.J.Chowdhery, Uniyal, R.Mathur & R.R.Rao"
- Senecio laetevirens Phil.
- Senecio laetus Edgew.
- Senecio laevicaulis DC.
- Senecio laevigatus Thunb.
- Senecio lagascanus DC.
- Senecio lageniformis I.Thomps.
- Senecio lamarckianus Bullock
- Senecio lanatus L.f.
- Senecio lanceus Aiton
- Senecio lancifer J.R.Drumm.
- Senecio landbeckii Phil.
- Senecio langei Malme
- Senecio lanibracteus I.Thomps.
- Senecio lanicaulis Greenm.
- Senecio lanifer Mart. ex C.Jeffrey
- Senecio lanosissimus Cabrera
- Senecio lanuginosus Spreng.
- Senecio larahuinensis H.Beltrán & A.Galán
- Senecio larecajensis Cabrera
- Senecio laricifolius Kunth
- Senecio laseguei Hombr. & Jacquinot ex Decne.
- Senecio lasiocaulon T.M.Barkley
- Senecio lastarrianus J.Rémy
- Senecio latecorymbosus Gilli
- Senecio laticipes Bruyns
- Senecio latiflorus Wedd.
- Senecio latifolius DC.
- Senecio latissimifolius S.Moore
- Senecio laucanus Ricardi & Marticor.
- Senecio lautus G.Forst. ex Willd.
- Senecio lawalreeanus Lisowski
- Senecio lawsonii Gamble
- Senecio laxus DC.
- Senecio legionensis Lange
- Senecio lejolyanus Lisowski
- Senecio lelyi Hutch.
- Senecio lemmonii A.Gray
- Senecio lenensis Schischk.
- Senecio leonensis Greenm.
- Senecio leontodontis DC.
- Senecio leptocarpus DC.
- Senecio leptocaulos Phil.
- Senecio leptocephalus Mattf.
- Senecio leptolobus DC.
- Senecio leptophyllus DC.
- Senecio leptopterus Mesfin
- Senecio leptoschizus Bong.
- Senecio lessingianus (Wight & Arn.) C.B.Clarke
- Senecio lessingii Harv.
- Senecio letouzeyanus Lisowski
- Senecio leucadendron Benth. & Hook.f.
- Senecio leucanthemifolius Poir.
- Senecio leucanthemoides Cuatrec.
- Senecio leuceria Cabrera
- Senecio leucoglossus F.Muell.
- Senecio leucolepis Greenm.
- Senecio leucomallus A.Gray
- Senecio leucopappus (DC.) Bojer ex Humbert
- Senecio leucopeplus Cabrera
- Senecio leucophyton Phil.
- Senecio leucostachys Baker
- Senecio leucus Phil.
- Senecio lewallei Lisowski
- Senecio lhasaensis Ling ex C.Jeffrey & Y.L.Chen
- Senecio liangshanensis C.Jeffrey & Y.L.Chen
- Senecio liebmannii Buchinger ex Klatt
- Senecio ligularia Hook.f.
- Senecio lijiangensis C.Jeffrey & Y.L.Chen
- Senecio lilloi Cabrera
- Senecio limosus Dusén ex Malme
- Senecio linaresensis Soldano
- Senecio linariifolius Poepp. ex DC.
- Senecio linearifolius A.Rich.
- Senecio linearilobus Bong.
- Senecio lineatus (L.f.) DC.
- Senecio lingianus C.Jeffrey & Y.L.Chen
- Senecio linifolius (L.) L.
- Senecio lithophilus Greenm.
- Senecio lithostaurus Cabrera
- Senecio litorosus Fourc.
- Senecio littoralis Gaudich.
- Senecio littoreus Thunb.
- Senecio lividus L.
- Senecio loayzanus Cabrera
- Senecio lobelioides DC.
- Senecio lombokensis J.Kost.
- Senecio longicollaris I.Thomps.
- Senecio longilinguae Cuatrec.
- Senecio longipilus I.Thomps.
- Senecio looseri Cabrera
- Senecio lopez-guillenii Cabrera
- Senecio lopez-mirandae Cabrera
- Senecio lopezii Boiss.
- Senecio loratifolius Greenm.
- Senecio lorentziella Hicken
- Senecio lorentzii Griseb.
- Senecio lucidus (Sw.) DC.
- Senecio ludens C.B.Clarke
- Senecio luembensis De Wild. & Muschl.
- Senecio lugens Richardson
- Senecio luridus Phil.
- Senecio luzoniensis Merr.
- Senecio lycopodioides Schltr.
- Senecio lydenburgensis Hutch. & Burtt Davy
- Senecio lyonii A.Gray
- Senecio lyratus Forssk.

## M
- Senecio mabberleyi C.Jeffrey
- Senecio macedonicus Griseb.
- Senecio macowanii Hilliard
- Senecio macranthus A.Rich.
- Senecio macrocarpus F.Muell. ex Belcher
- Senecio macrocephalus DC.
- Senecio macroglossoides Hilliard
- Senecio macroglossus DC.
- Senecio macrophyllus "Humb., Bonpl. & Kunth"
- Senecio macrospermus DC.
- Senecio macrotis Baker
- Senecio maculatus Cabrera
- Senecio madagascariensis Poir.
- Senecio madariagae Phil.
- Senecio madrasensis C.Jeffrey
- Senecio madrensis A.Gray
- Senecio maeviae Cabrera
- Senecio magellanicus Hook. & Arn.
- Senecio magnificus F.Muell.
- Senecio mairetianus DC.
- Senecio makinoi C.Winkl.
- Senecio malacophyllus Dusén
- Senecio malaissei Lisowski
- Senecio mandraliscae (Tineo) H.Jacobsen
- Senecio manguensis Cabrera & Zardini
- Senecio mapuche Cabrera
- Senecio maranguensis O.Hoffm.
- Senecio margaritae C.Jeffrey
- Senecio marginalis Hilliard
- Senecio mariettae Muschl.
- Senecio maritimus L.f.
- Senecio marojejyensis Humbert
- Senecio marotiri C.J.Webb
- Senecio martinensis Dusén
- Senecio martirensis T.M.Barkley
- Senecio massaicus (Maire) Maire
- Senecio matricariifolius DC.
- Senecio mattfeldianus Cabrera
- Senecio mattirolii Chiov.
- Senecio maulinus Reiche
- Senecio mauricei Hilliard & B.L.Burtt
- Senecio maydae Merxm.
- Senecio mayurii C.E.C.Fisch.
- Senecio mbuluzensis Compton
- Senecio medley-woodii Hutch.
- Senecio megacephalus Nutt.
- Senecio megaglossus F.Muell.
- Senecio megalanthus Y.L.Chen
- Senecio megaoreinus Zardini
- Senecio megaphylla Greenm.
- Senecio melanocalyx Cuatrec.
- Senecio melanolepis DC.
- Senecio melanopotamicus Cabrera
- Senecio merendonensis Ant.Molina
- Senecio mesembryanthemoides Bojer ex DC.
- Senecio mesembrynus Cabrera
- Senecio mesogrammoides O.Hoffm.
- Senecio meyeri-johannis Engl.
- Senecio michoacanus (B.L.Rob.) B.L.Turner & T.M.Barkley
- Senecio microalatus C.Jeffrey
- Senecio microbasis I.Thomps.
- Senecio microcephalus Phil.
- Senecio micropifolius DC.
- Senecio microspermus DC.
- Senecio microtis Phil.
- Senecio milanjianus S.Moore
- Senecio mimetes Hutch. & R.A.Dyer
- Senecio minesinus Cuatrec.
- Senecio miniauritus Sagást. & M.O.Dillon
- Senecio minutifolius Phil.
- Senecio miser Hook.f.
- Senecio mishmi C.B.Clarke
- Senecio mitonis Cuatrec.
- Senecio mitophyllus C.Jeffrey
- Senecio mlilwanensis Compton
- Senecio modestus Wedd.
- Senecio mohavensis A.Gray
- Senecio mohinorensis Greenm.
- Senecio molinae Phil.
- Senecio monanthus Diels
- Senecio montereyanus S.Watson
- Senecio montevidensis (Spreng.) Baker
- Senecio monticola DC.
- Senecio monttianus J.Rémy
- Senecio mooreanus Hutch. & Burtt Davy
- Senecio moorei R.E.Fr.
- Senecio mooreioides C.Jeffrey
- Senecio morotonensis C.Jeffrey
- Senecio morrisonensis Hayata
- Senecio mucronatus (Thunb.) Willd.
- Senecio muirii L.Bolus
- Senecio mulgediifolius S.Schauer
- Senecio muliensis C.Jeffrey & Y.L.Chen
- Senecio multibracteatus Harv.
- Senecio multibracteolatus C.Jeffrey & Y.L.Chen
- Senecio multicaulis A.Rich.
- Senecio multiceps N.P.Balakr.
- Senecio multidentatus Sch.Bip. ex Hemsl.
- Senecio multiflorus Sch.Bip.
- Senecio multilobus C.C.Chang
- Senecio multinervis Sch.Bip. ex Klatt
- Senecio multivenius Benth.
- Senecio munnozii Cabrera
- Senecio muricatus Thunb.
- Senecio murinus Phil.
- Senecio murorum J.Rémy
- Senecio murrayanus Wawra
- Senecio mustersi Speg.
- Senecio myricaefolius (Bojer ex DC.) Humbert
- Senecio myriocephalus Sch.Bip. ex A.Rich.
- Senecio myriophyllus Phil.

## N
- Senecio nagensium C.B.Clarke
- Senecio nanus Sch.Bip. ex A.Rich.
- Senecio napellifolius Schauer
- Senecio napifolius MacOwan
- Senecio narinyonis Cuatrec.
- Senecio natalicola Hilliard
- Senecio navugabensis C.Jeffrey
- Senecio neaei DC.
- Senecio neelgherryanus DC.
- Senecio nemiae "A. Bartoli, Tortosa & S.E.Freire"
- Senecio nemoralis Dusén
- Senecio nemorensis L.
- Senecio neobakeri Humbert
- Senecio neowebsteri S.F.Blake
- Senecio nesomiorum B.L.Turner
- Senecio nevadensis Boiss. & Reut.
- Senecio ngoyanus Hilliard
- Senecio niederleinii Cabrera
- Senecio nigrapicus I.Thomps.
- Senecio nigrescens Hook. & Arn.
- Senecio nigrocinctus Franch.
- Senecio nikoensis Miq.
- Senecio nivalis (Kunth) Cuatrec.
- Senecio niveoaureus Cuatrec.
- Senecio niveoplanus I.Thomps.
- Senecio niveus (Thunb.) Willd.
- Senecio nodiflorus C.C.Chang
- Senecio nordenskjöldii O.Hoffm.
- Senecio nubivagus L.O.Williams
- Senecio nublensis Soldano
- Senecio nudicaulis Buch.-Ham. ex D.Don
- Senecio nuraniae Roldugin
- Senecio nutans Sch.Bip.

## O
- Senecio oaxacanus Hemsl.
- Senecio obesus Klatt
- Senecio obtectus Kuntze
- Senecio obtusatus Wall. ex DC.
- Senecio ochrocarpus Oliv. & Hiern
- Senecio octolepis Griseb.
- Senecio octophyllus Sch.Bip. ex Rusby
- Senecio odonellii Cabrera
- Senecio odontopterus DC.
- Senecio odoratus Hornem.
- Senecio oederiifolius DC.
- Senecio oerstedianus Benth.
- Senecio oldfieldii I.Thomps.
- Senecio oldhamianus Maxim.
- Senecio oleosus Vell.
- Senecio olgae Regel & Schmalh.
- Senecio oligoleucus Baker
- Senecio oligophyllus Baker
- Senecio olivaceobracteatus Ricardi & Marticor.
- Senecio oophyllus C.Jeffrey
- Senecio orarius J.M.Black
- Senecio oreinus Cabrera
- Senecio oreophyton J.Rémy
- Senecio organensis Casar.
- Senecio orizabensis Sch.Bip. ex Hemsl.
- Senecio ornatus S.Moore
- Senecio oryzetorum Diels
- Senecio ostenii Mattf.
- Senecio otaeguianus Phil.
- Senecio othannae M.Bieb.
- Senecio othonniflorus DC.
- Senecio otites Kunze ex DC.
- Senecio otopterus Griseb.
- Senecio ovatus Willd.
- Senecio ovoideus (Compton) H.Jacobsen
- Senecio oxyodontus DC.
- Senecio oxyphyllus A.Cunn. ex DC.
- Senecio oxyriifolius DC.
- Senecio ozolotepecanus B.L.Turner

## P
- Senecio paarlensis DC.
- Senecio pachyphyllos J.Rémy
- Senecio pachyrhizus O.Hoffm.
- Senecio paludaffinis Hilliard
- Senecio pampae Lingelsh.
- Senecio pampeanus Cabrera
- Senecio panduratus (Thunb.) Less.
- Senecio panduriformis Hilliard
- Senecio paniculatus P.J.Bergius
- Senecio papillaris Sch.Bip.
- Senecio papillosus F.Muell.
- Senecio pappii Ricardi & Marticor.
- Senecio papuanus (Lauterb.) Belcher
- Senecio paraguariensis Mattf.
- Senecio paramensis Cuatrec.
- Senecio paranensis Malme
- Senecio parascitus Hilliard
- Senecio parentalis Hilliard & B.L.Burtt
- Senecio parodii Cabrera
- Senecio parryi A.Gray
- Senecio parvifolius DC.
- Senecio pascoensis Cabrera
- Senecio pascuiandinus Cuatrec.
- Senecio patagonicus Hook. & Arn.
- Senecio pattersonensis Hoover
- Senecio pattersonii B.L.Turner
- Senecio paucicalyculatus Klatt
- Senecio paucidentatus DC.
- Senecio pauciflorus Thunb. ex Harv. & Sond.
- Senecio pauciflosculosus C.Jeffrey
- Senecio paucifolius S.G.Gmel.
- Senecio paucijugus Baker
- Senecio pauciradiatus Belcher
- Senecio paulensis Bong.
- Senecio paulsenii O.Hoffm.
- Senecio pavonii (Wedd.) Cuatrec.
- Senecio pearsonii Hutch.
- Senecio pectinatus DC.
- Senecio pellucidus DC.
- Senecio pelquensis Dusén
- Senecio peltophorus Brenan
- Senecio pemehuensis Soldano
- Senecio penicillatus (Cass.) Sch.Bip.
- Senecio penninervius DC.
- Senecio pensilis Greenm.
- Senecio pentactinus Klatt
- Senecio pentaphyllus Phil.
- Senecio pentapterus Cabrera
- Senecio pentecostus Hiern
- Senecio pentlandicus DC.
- Senecio peregrinus Griseb.
- Senecio perezii Cabrera
- Senecio pergamentaceus Baker
- Senecio peripotamus C.Jeffrey
- Senecio perralderianus Coss.
- Senecio perrottetii DC.
- Senecio persicifolius L.
- Senecio peteroanus Phil.
- Senecio petiolaris DC.
- Senecio petraeus Boiss. & Reut.
- Senecio pfisteri Ricardi & Marticor.
- Senecio pflanzii (Perkins) Cuatrec.
- Senecio phanerandrus Cufod.
- Senecio phelleus I.Thomps.
- Senecio philippicus Regel & Körn.
- Senecio philippii Sch.Bip. ex Wedd.
- Senecio phorodendroides L.O.Williams
- Senecio phylicifolius Poepp. ex DC.
- Senecio phylloleptus Cuatrec.
- Senecio picridioides (Turcz.) M.E.Lawr.
- Senecio picridis S.Schauer
- Senecio pierotii Miq.
- Senecio pillansii Levyns
- Senecio pilosicristus I.Thomps.
- Senecio pilotus Phil.
- Senecio pilquensis H.Buek
- Senecio pinacatensis Felger
- Senecio pinachensis Cabrera
- Senecio pinetorum Hemsl.
- Senecio pinguifolius (DC.) Sch.Bip.
- Senecio pinifolius Dusén
- Senecio pinnatifidus (P.J.Bergius) Less.
- Senecio pinnatifolius A.Rich.
- Senecio pinnatilobatus Sch.Bip.
- Senecio pinnatipartitus Sch.Bip. ex Oliv.
- Senecio pinnatisecta DC.
- Senecio pinnatus Poir.
- Senecio pinnulatus Thunb.
- Senecio piptocoma O.Hoffm.
- Senecio pirottae Chiov.
- Senecio pissisii Phil.
- Senecio planiflorus Kunze ex Cabrera
- Senecio plantagineoides C.Jeffrey
- Senecio plantagineus DC.
- Senecio platanifolius Benth.
- Senecio platensis Arechav.
- Senecio plattensis  (Packera) Nutt.
- Senecio platylepis DC.
- Senecio platypus Greenm.
- Senecio pleianthus (Humbert) Humbert
- Senecio pleistocephalus S.Moore
- Senecio pleistophyllus C.Jeffrey
- Senecio pleniauritus Cuatrec.
- Senecio pluricephalus Cabrera
- Senecio poeppigii Hook. & Arn.
- Senecio pogonias Cabrera
- Senecio pohlii Sch.Bip. ex Baker
- Senecio polelensis Hilliard
- Senecio polyadenus Hedberg
- Senecio polyanthemoides Sch.Bip.
- Senecio polyanthemus DC.
- Senecio polygaloides Phil.
- Senecio polyodon DC.
- Senecio polyphyllus Kunze ex DC.
- Senecio polypodioides Greene
- Senecio pongoensis Cuatrec.
- Senecio porphyranthus Schischk.
- Senecio portalesianus J.Rémy
- Senecio portulacoides J.Rémy
- Senecio poseideonis Hilliard & B.L.Burtt
- Senecio potosianus Klatt
- Senecio pottsii Armstr.
- Senecio powellii B.L.Turner
- Senecio praecox (Cav.) DC.
- Senecio praeruptorum Sch.Bip. ex Klatt
- Senecio praeteritus Killick
- Senecio prenanthifolius Phil.
- Senecio prenanthoides A.Rich.
- Senecio pricei N.D.Simpson
- Senecio primulifolius F.Muell.
- Senecio princei Simps.
- Senecio prionopterus B.L.Rob. & Greenm.
- Senecio procumbens Kunth
- Senecio productus I.Thomps.
- Senecio promatensis Matzenb.
- Senecio propinquus Schischk.
- Senecio prostratus Klatt
- Senecio proteus J.Rémy
- Senecio provincialis (L.) Druce
- Senecio prunifolius Wedd.
- Senecio pseudalmeidae Cabrera
- Senecio pseudaspericaulis Cabrera
- Senecio pseuderucoides Cabrera
- Senecio pseudoarnica Less.
- Senecio pseudoformosus Cuatrec.
- Senecio pseudomairei H.Lév.
- Senecio pseudoorientalis Schischk.
- Senecio pseudopicridis T.M.Barkley
- Senecio pseudostigophlebius Cabrera
- Senecio pseudosubsessilis C.Jeffrey
- Senecio pseudotites Griseb.
- Senecio psilocarpus Belcher & Albr.
- Senecio pteridophyllus Franch.
- Senecio pterophorus DC.
- Senecio puberulus DC.
- Senecio pubescens Phil.
- Senecio pubigerus L.
- Senecio puchi Phil.
- Senecio puchii Phil.
- Senecio pudicus Greene
- Senecio pugioniformis Sch.Bip.
- Senecio pulcher Hook. & Arn.
- Senecio pulicarioides Baker
- Senecio pumilus Tortosa & Bartoli
- Senecio puna-sessilis Cuatrec.
- Senecio punae Cabrera
- Senecio purpureus L.
- Senecio purtschelleri Engl.
- Senecio pusillus Dinter ex Range
- Senecio pycnanthus Phil.
- Senecio pyramidatus DC.
- Senecio pyrenaicus L.
- Senecio pyroglossus Kar. & Kir.
- Senecio pyrophilus Zoll. & Mor.

## Q
- Senecio qathlambanus Hilliard
- Senecio quadridentatus Labill.
- Senecio quartziticolus Humbert
- Senecio quaylei T.M.Barkley
- Senecio queenslandicus I.Thomps.
- Senecio quercetorum Greene
- Senecio quinqueligulatus Winkl.
- Senecio quinquelobus (Thunb.) DC.
- Senecio quinquenervius Sond. ex Sond.

## R
- Senecio racemosus (M.Bieb.) DC.
- Senecio racemulifer Pavlov
- Senecio radicans (L.f.) Sch.Bip.
- Senecio radiolatus F.Muell.
- Senecio ragazzii Chiov.
- Senecio ragonesei Cabrera
- Senecio rahmeri Phil.
- Senecio ramboanus Cabrera
- Senecio ramentaceus Baker
- Senecio ramosissimus DC.
- Senecio ramosus Wall. ex DC.
- Senecio randii S.Moore
- Senecio raphanifolius Wall. ex DC.
- Senecio rapifolius Nutt.
- Senecio rauchii Matzenb.
- Senecio reclinatus L.f.
- Senecio recurvatus Kunth
- Senecio reedi Phil.
- Senecio regis H.Rob.
- Senecio rehmannii Bolus
- Senecio reicheanus Cabrera
- Senecio reitzianus Cabrera
- Senecio renardii C.Winkl.
- Senecio renjifoanus Phil.
- Senecio repandus Thunb.
- Senecio repangae de Lange & B.G.Murray
- Senecio repens Stokes
- Senecio repollensis Cabrera
- Senecio reptans Turcz.
- Senecio resectus DC.
- Senecio retanensis Cabrera
- Senecio reticulatus DC.
- Senecio retortus (DC.) Benth.
- Senecio retrorsus DC.
- Senecio reverdattoi K.Sobol.
- Senecio rhabdos C.B.Clarke
- Senecio rhammatophyllus Mattf.
- Senecio rhizocephalus Turcz.
- Senecio rhizomatus Rusby
- Senecio rhomboideus Harv.
- Senecio rhyacophilus Greenm.
- Senecio rhyncholaenus DC.
- Senecio ricardii Martic. & Quezada
- Senecio richardsonii B.L.Turner
- Senecio riddellii Torr. & A.Gray
- Senecio rigidus L.
- Senecio riograndensis Matzenb.
- Senecio riojanus Cabrera
- Senecio riomayensis B.L.Turner
- Senecio riskindii B.L.Turner & T.M.Barkley
- Senecio ritovegana B.L.Turner
- Senecio robertiifolius DC.
- Senecio robustus Sch.Bip.
- Senecio roldana DC.
- Senecio romeroi Cuatrec.
- Senecio roripifolius Cabrera
- Senecio rosei Greenm.
- Senecio roseiflorus R.E.Fr.
- Senecio roseus Sch.Bip.
- Senecio rosmarinifolius L.f.
- Senecio rosmarinus Phil.
- Senecio rossianus Mattf.
- Senecio rothschuhianus Greenm.
- Senecio rowleyanus H.Jacobsen
- Senecio royleanus DC.
- Senecio rubrilacunae Cuatrec.
- Senecio rudbeckiaefolius Meyen & Walp.
- Senecio rudbeckiifolius Meyen & Walp.
- Senecio rufescens DC.
- Senecio rufiglandulosus Colenso
- Senecio rugegensis Muschl.
- Senecio ruiz-lealii Cabrera
- Senecio runcinatus Less.
- Senecio runcinifolius J.H.Willis
- Senecio rutaceus Phil.
- Senecio ruthenensis Mazuc & Timb.-Lagr.
- Senecio ruwenzoriensis S.Moore
- Senecio rzedowskii García-Pérez

## S
- Senecio sabinjoensis Muschl.
- Senecio saboureaui Humbert
- Senecio sacramentanus Wooton & Standl.
- Senecio sakamaliensis (Humbert) Humbert
- Senecio salicifolia Pers.
- Senecio salignus DC.
- Senecio saltensis Hook. & Arn.
- Senecio saluenensis Diels
- Senecio salviifolius Sch.Bip.
- Senecio sanagastae Cabrera
- Senecio sandersii B.L.Turner
- Senecio sandersonii Harv.
- Senecio sandwithii Cabrera
- Senecio sanguisorbae DC.
- Senecio saniensis Hilliard & B.L.Burtt
- Senecio santanderensis (Cuatrec.) Cuatrec.
- Senecio santelicis Phil.
- Senecio santiagoensis Kuntze
- Senecio saposhnikovii Krasch. & Schipcz.
- Senecio sarcoides C.Jeffrey
- Senecio sarracenicus L.
- Senecio saucensis Cabrera
- Senecio saundersii W.Sauer & E.Beck
- Senecio saussureoides Hand.-Mazz.
- Senecio saxatilis Wall. ex DC.
- Senecio saxicolus Wedd.
- Senecio scaberulus (Hook.f.) D.G.Drury
- Senecio scabrellus I.Thomps.
- Senecio scandens Buch.-Ham. ex D.Don
- Senecio scapiflorus (L'Hér.) C.A.Sm.
- Senecio scaposus DC.
- Senecio schaffneri Sch.Bip. ex Klatt
- Senecio schimperi Sch.Bip. ex A.Rich.
- Senecio schizotrichus Greenm.
- Senecio schoenemannii Phil.
- Senecio schreiteri Cabrera
- Senecio schultzii Hochst. ex A.Rich.
- Senecio schweinfurthii O.Hoffm.
- Senecio scitus Hutch. & Burtt Davy
- Senecio sclerophyllus Hemsl.
- Senecio scoparius Harv.
- Senecio scopolii Hoppe & Hornsch.
- Senecio scopulorum Poepp.
- Senecio scorzonella Greene
- Senecio scrobicaria DC.
- Senecio sectilis Griseb.
- Senecio segethii Phil.
- Senecio selloi (Spreng.) DC.
- Senecio semiamplexifolius De Wild.
- Senecio seminiveus J.M.Wood & M.S.Evans
- Senecio sempervivus Sch.Bip.
- Senecio sepium Sch.Bip. ex Rusby
- Senecio sericeo-nitens Speg.
- Senecio sericeus (Kunze) Kuntze
- Senecio serpens G.D.Rowley
- Senecio serra Hook.
- Senecio serranus Zardini
- Senecio serraquitchensis Greenm.
- Senecio serratifolius (Meyen & Walp.) Cuatrec.
- Senecio serratiformis I.Thomps.
- Senecio serratuloides DC.
- Senecio serrulatus DC.
- Senecio serrurioides Turcz.
- Senecio sessilifolius (Hook. & Arn.) Hemsl.
- Senecio shabensis Lisowski
- Senecio sheldonensis A.E.Porsild
- Senecio sibiricus C.B.Clarke
- Senecio sichotensis Kom.
- Senecio silphioides Hieron.
- Senecio simplicissimus DC.
- Senecio sinapoides Rusby
- Senecio sinuatilobus DC.
- Senecio sisymbriifolius DC.
- Senecio skirrhodon DC.
- Senecio skottsbergii Cabrera
- Senecio smithii DC.
- Senecio smithioides Cabrera
- Senecio snowdenii Hutch.
- Senecio sociorum Bolus
- Senecio socompae Cabrera
- Senecio soldanella A.Gray
- Senecio sophioides DC.
- Senecio sorianoi Cabrera
- Senecio sororius C.Jeffrey
- Senecio sotikensis S.Moore
- Senecio spanomerus I.Thomps.
- Senecio spartareus S.Moore
- Senecio spartioides Torr. & A.Gray
- Senecio spathiphyllus Franch.
- Senecio spathulaefolius Turcz.
- Senecio spathulatus A.Rich.
- Senecio spatulifolius Kellogg
- Senecio speciosissimus J.C.Manning & Goldblatt
- Senecio speciosus Willd.
- Senecio spegazzinii Cabrera
- Senecio spelaeicola (Vaniot) Gagnep.
- Senecio sphaerocephalus Greene
- Senecio spinescens Sch.Bip.
- Senecio spinosus DC.
- Senecio spiraeifolius Thunb.
- Senecio splendens H.Lév. & Vaniot
- Senecio spribillei W.A.Weber
- Senecio squalidus L.
- Senecio squarrosus A.Rich.
- Senecio standleyi Greenm.
- Senecio stauntonii DC.
- Senecio steparius Cabrera
- Senecio sterquilinus Ornduff
- Senecio steudelii Sch.Bip. ex A.Rich.
- Senecio steudelioides Sch.Bip.
- Senecio steyermarkii Greenm.
- Senecio stigophlebius Baker
- Senecio stoechadiformis DC.
- Senecio stokesii F.Br.
- Senecio striatifolius DC.
- Senecio strictifolius Hiern
- Senecio suazaensis Cuatrec.
- Senecio subalpinus K.Koch
- Senecio subarnicoides Cabrera
- Senecio subauritus Phil.
- Senecio subcanescens (DC.) Compton
- Senecio subcoriaceus Schltr.
- Senecio subcymosus (H.Rob.) B.L.Turner & T.M.Barkley
- Senecio subdentatus (Bunge) Ledeb.
- Senecio subdiscoideus Sch.Bip. ex Wedd.
- Senecio subfractiflexus C.Jeffrey
- Senecio subfrigidus Kom.
- Senecio submontanus Hilliard & B.L.Burtt
- Senecio subnemoralis Dusén
- Senecio subpanduratus O.Hoffm.
- Senecio subpubescens Cabrera
- Senecio subrubriflorus O.Hoffm.
- Senecio subruncinatus (Wedd.) Greenm.
- Senecio subsessilis Oliv. & Hiern
- Senecio subsinuatus DC.
- Senecio subumbellatus Phil.
- Senecio suffultus (Greenm.) McVaugh
- Senecio sukaczevii Schischk.
- Senecio sulcicalyx Baker
- Senecio sumarae Deflers
- Senecio sumatranus Martelli
- Senecio sundtii Phil.
- Senecio supremus Cuatrec.
- Senecio surculosus MacOwan
- Senecio surinamensis Urb.
- Senecio sylvaticus L.
- Senecio syneilesis Franch. & Sav.
- Senecio syringifolius O.Hoffm.

## T
- Senecio tabulicola Baker
- Senecio tacuaremboensis Arechav.
- Senecio taitungensis S.S.Ying
- Senecio takedanus Kitam.
- Senecio talinoides Sch.Bip.
- Senecio talquinus Phil.
- Senecio tamoides DC.
- Senecio tampicanus DC.
- Senecio tanacetopsis Hilliard
- Senecio tandilensis Cabrera
- Senecio tapianus B.L.Turner
- Senecio taraxacoides (A.Gray) Greene
- Senecio tarijensis Cabrera
- Senecio tarokoensis C.I Peng
- Senecio tasmanicus I.Thomps.
- Senecio tatsiensis Bureau & Franch.
- Senecio tauricus Konechn.
- Senecio tehuelches (Speg.) Cabrera
- Senecio teixeirae Torre
- Senecio telekii (Schweinf.) O.Hoffm.
- Senecio telmateius Hilliard
- Senecio tenellus DC.
- Senecio teneriffae Sch.Bip.
- Senecio tenuicaulis Sch.Bip. ex Klatt
- Senecio tenuiflorus (DC.) Sieber ex Sch.Bip.
- Senecio tenuifolius Burm.f.
- Senecio tephrosioides Turcz.
- Senecio tergolanatus Cuatrec.
- Senecio tetrandrus Buch.-Ham. ex DC.
- Senecio thamathuensis Hilliard
- Senecio thapsoides DC.
- Senecio theresiae O.Hoffm.
- Senecio thianschanicus Regel & Schmalh.
- Senecio thunbergii Harv.
- Senecio tibeticus Hook.f.
- Senecio tichomirovii Schischk.
- Senecio tilcarensis Cabrera
- Senecio tinctolobus I.M.Johnst.
- Senecio tingoensis Cabrera & Zardini
- Senecio tocomarensis Cabrera & Zardini
- Senecio toluccanus DC.
- Senecio tonii B.L.Turner
- Senecio toroanus Cabrera
- Senecio torticaulis Merxm.
- Senecio tortuosus DC.
- Senecio toxotis C.Jeffrey
- Senecio trachylaenus Harv.
- Senecio trachyphyllus Schltr.
- Senecio trafulensis Cabrera
- Senecio transiens (Rouy) Jeanm.
- Senecio transmarinus S.Moore
- Senecio triangularis Hook.
- Senecio tricephalus Kuntze
- Senecio trichocaulon Baker
- Senecio trichochocaulon Baker
- Senecio trichocodon Baker
- Senecio tricuspidatus Hook. & Arn.
- Senecio tricuspis Franch.
- Senecio trifidus Hook. & Arn.
- Senecio trifurcatus (G.Forst.) Less.
- Senecio trifurcifolius Hieron.
- Senecio trilobus L.
- Senecio triodon Phil.
- Senecio triodontiphyllus C.Jeffrey
- Senecio tripinnatifidus Reiche
- Senecio triplinervius DC.
- Senecio triqueter DC.
- Senecio tristis Phil.
- Senecio troncosii Phil.
- Senecio tropaeolifolius MacOwan ex F.Muell.
- Senecio tuberculatus Ali
- Senecio tuberosus (DC.) Harv.
- Senecio tucumanensis Cabrera
- Senecio tugelensis J.M.Wood & M.S.Evans
- Senecio tweediei Hook. & Arn.
- Senecio tysonii MacOwan

## U
- Senecio ulopterus Thell.
- Senecio umbellatus L.
- Senecio umbraculifera S.Watson
- Senecio umbrosus Waldst. & Kit.
- Senecio umgeniensis Thell.
- Senecio unionis Sch.Bip. ex A.Rich.
- Senecio urophyllus Conrath
- Senecio urundensis S.Moore
- Senecio usgorensis Cuatrec.
- Senecio uspallatensis Hook. & Arn.
- Senecio uspantanensis (J.M.Coult.) Greenm.

## V
- Senecio vaginatus Hook. & Arn.
- Senecio vaginifolius Sch.Bip.
- Senecio vagus F.Muell.
- Senecio valdivianus Phil.
- Senecio variabilis Sch.Bip.
- Senecio varicosus L.f.
- Senecio varvarcensis Cabrera
- Senecio vegetus (Wedd.) Cabrera
- Senecio velleioides A.Cunn. ex DC.
- Senecio venosus Harv.
- Senecio ventanensis Cabrera
- Senecio venturae T.M.Barkley
- Senecio verbascifolius Burm.f.
- Senecio veresczaginii Schischk. & Serg.
- Senecio vervoorstii Cabrera
- Senecio vestitus (Thunb.) P.J.Bergius
- Senecio vicinus S.Moore
- Senecio viejoanus B.L.Turner
- Senecio villifructus Hilliard
- Senecio viminalis Bremek.
- Senecio violifolius Cabrera
- Senecio viravira Hieron.
- Senecio viridilacus Cabrera
- Senecio viridis Phil.
- Senecio viscidulus Compton
- Senecio viscosissimus Colla
- Senecio viscosus L.
- Senecio vitalis N.E.Br.
- Senecio vitellinoides Merxm.
- Senecio vittarifolius DC.
- Senecio volcanicola C.Jeffrey
- Senecio volckmannii Phil.
- Senecio volutus (Baker) Humbert
- Senecio vulcanicus Boiss.
- Senecio vulgaris L.

## W
- Senecio wairauensis Belcher
- Senecio walkeri Arn.
- Senecio warnockii Shinners
- Senecio warrenensis I.Thomps.
- Senecio warszewiczii A.Braun & Bouché
- Senecio waterbergensis S.Moore
- Senecio websteri Hook.f.
- Senecio wedglacialis Cuatrec.
- Senecio werdermannii Greenm.
- Senecio westermanii Dusén
- Senecio wightianus DC. ex Wight
- Senecio wightii (DC. ex Wight) Benth. ex C.B.Clarke
- Senecio windhoekensis Merxm.
- Senecio wittebergensis Compton
- Senecio wootonii Greene

## X
- Senecio xenostylus O.Hoffm.
- Senecio xerophilus Phil.

## Y
- Senecio yalae Cabrera
- Senecio yauyensis Cabrera
- Senecio yegua (Colla) Cabrera
- Senecio yungningensis Hand.-Mazz.
- Senecio yurensis Rusby

## Z
- Senecio zapahuirensis Martic. & Quezada
- Senecio zapalae Cabrera
- Senecio zeylanicus DC.
- Senecio zimapanicus Hemsl.
- Senecio zoellneri Martic. & Quezada
- Senecio zosterifolius Hook. & Arn.